# شمعي المنقار الأسود الأذنين
شمعي المنقار الأسود الأذنين (الاسم العلمي: Estrilda melanotis) (بالإنجليزية: Swee Waxbill)‏ هو نوع من الطيور يتبع جنس الشمعي المنقار من فصيلة شمعية المنقار.